# Thomas Townshend, 1:e viscount Sydney
Thomas Townshend, 1:e viscount Sydney (Lord Sydney), född 24 februari 1732, död 30 juni 1800), var en brittisk politiker och adelsman, sonson till Charles Townshend, 2:e viscount Townshend. 
Sydney innehade flera viktiga ämbeten under andra hälften av 1700-talet. Han torde vara bäst ihågkommen för att staden Sydney i Australien har namngetts efter honom. När de första brittiska straffångarna 26 januari 1788 landsteg i den nya straffkolonin var Lord Sydney brittisk inrikesminister (Home Secretary), vilket var anledningen till att guvernör Arthur Phillip gav den havsvik där de landsteg namnet Sydney Cove.